# Ula hians
Ula hians är en tvåvingeart som beskrevs av Alexander 1965. Ula hians ingår i släktet Ula och familjen hårögonharkrankar. Inga underarter finns listade i Catalogue of Life.